# Eco (monnaie)
Pour les articles homonymes, voir Eco.
L'eco est le nom d'un projet de monnaie unique des quinze pays de la Communauté économique des États de l'Afrique de l'Ouest (Cédéao), envisagé dès décembre 2009. Sa mise en place était prévue pour le troisième trimestre 2020, mais elle a été repoussée à une date indéfinie en remplacement du franc CFA (UEMOA) dans les huit États membres de l'Union économique et monétaire ouest-africaine,,. La Cédéao espère une mise en place de l'ECO, pour 2027.
L'élargissement à la zone monétaire ouest-africaine est en cours de discussion (2022), au sein des instances de l'Union africaine. Ce projet serait une des modalités pratiques d'un grand marché unique africain au sein de l'Union monétaire africaine.

## Origine
L'Afrique dispose déjà de zones économiques où les échanges sont facilités, comme l'Union économique et monétaire ouest-africaine (UEMOA) — remplaçante en 1994 de l'Union monétaire ouest-africaine — ou la zone monétaire ouest-africaine (ZMOA). De plus, l'Afrique dispose déjà du franc CFA qui, en deux zones, constitue une expérience de monnaie commune.
D'abord initiée en décembre 2009 par les pays membres de la ZMOA, Ghana, Nigeria, Guinée, Gambie et Sierra Leone, ses promoteurs souhaitent qu'elle regroupe à terme l'ensemble des pays de la Communauté économique des États de l'Afrique de l'Ouest (CÉDÉAO). D'abord rejoints par le Liberia puis par le Cap-Vert, les pays de l'une des zones CFA, Bénin, Burkina Faso, Côte d'Ivoire, Guinée-Bissau, Mali, Niger, Sénégal, Togo, se joignent au projet en juin 2013 par la voix de Kadré Désiré Ouédraogo, alors président de la Commission de la Cédéao.
La feuille de route prévoit une opération en deux temps, avec d'abord l'introduction, début 2015 de cette monnaie unique au sein des pays non membres de l'UEMOA, puis, en 2020, la fusion des deux monnaies communes en une monnaie unique. Sa mise en place s'avère difficile, le chemin de la convergence économique étant complexe, comme il en est fait état lors d'une réunion en mars 2014 à Yamoussoukro.

## Historique
l’ECO, a été reporté plusieurs fois en 2003, 2005, 2009, 2015, et 2020, en raison des difficultés à satisfaire les critères de convergence. 

### 2009-2015
La mise en place était initialement prévue au sein de la Cédéao pour décembre 2009, mais son introduction a été reportée dans un premier temps à janvier 2015. La monnaie devait demeurer une monnaie commune pendant quelque temps, avant la disparition des monnaies nationales en 2020. Le projet était toutefois signalé comme étant au point mort en septembre 2014. En 2014, la Banque centrale du Nigeria publie un document, annonçant les avantages de la monnaie unique, en insistant sur la création d'un vaste espace économique commun pour stimuler le commerce et l'investissement.

### 2018
En 2018, les discussions reprennent dans la perspective d'un lancement en 2020. Dans le cadre de la monnaie unique, la commission de la communauté de la Cédéao lance un concours régional visant à proposer un nom et un logo pour cette monnaie. Ce concours est ouvert du 1er au 20 novembre 2018 « aux citoyens des États membres de la CÉDÉAO, indépendamment de leur lieu de résidence, et aux personnes morales légalement établies dans un État membre de la Cédéao ». Le 12 décembre 2018 pour la sélection du logo et du nom de cette future monnaie, des membres retenus dans le jury du concours se sont réunis à Niamey pour analyser les 126 propositions reçues. La 54e session ordinaire de la conférence des chefs d’État et de Gouvernement de la Cédéao a décidé, le 22 décembre 2018 en clôture de ses travaux à Abuja, de constituer un groupe de travail chargé de proposer des noms et des signes pour la future monnaie unique.

### 2019
Le 29 juin 2019, les dirigeants de la Cédéao ont formellement adopté le nom d'« eco » (sans accent) pour leur projet de monnaie unique dont ils souhaitent la création dès 2020,.
En novembre 2019, le président du Bénin précise les contours de la future monnaie, l’eco. Elle pourrait avoir des relations avec l’euro sans qu’elles soient exclusives. Ce qui pourrait changer c’est que les banques de la zone CFA d’Afrique de l’Ouest devront gérer la totalité de leurs réserves de change. Une sorte d’indépendance monétaire que réclame une partie de l’opinion dans la région. « La Banque centrale des pays d’Afrique de l’Union monétaire ouest-africaine (UMOA) va gérer la totalité de ces réserves de devises et va les répartir auprès des diverses banques centrales partenaires dans le monde », a assuré le chef de l’État béninois, déclarant que cela se ferait « très rapidement ».
En décembre 2019, sur RFI, le président ivoirien Alassane Ouattara a défendu le franc CFA dans son fonctionnement actuel, c’est-à-dire une monnaie attachée à l’euro : « Le fait que nous sommes arrimés à l’euro, si nous empruntons des euros, le moment de les rembourser dans cinq ou dix ans, le taux est fixe. Il n’y a pas de problème. Donc, c’est le même taux auquel nous remboursons. Et si nous avions une monnaie, les gens parlent de monnaie flexible, c’est très bien pour certains pays. Mais nous, nous avons une parité fixe. Je suis désolé de le dire, je suis ancien gouverneur de la Banque centrale et peut-être que je ne suis pas objectif. Si les pays de l’UEMOA n’ont pas tellement de problèmes de dettes, c’est grâce à cette parité fixe ».
Le 21 décembre 2019, le président ivoirien Alassane Ouattara annonce la fin du franc CFA pour les huit pays de la Cédéao et son changement de nom pour prendre le nom « eco » : « par un accord avec les autres chefs d'État de l'UEMOA, nous avons décidé de faire une réforme du franc CFA ». Les liens techniques avec la France sont en grande partie coupés, c'est-à-dire que Paris ne cogérera plus la monnaie de ces huit pays. Les réserves de change ne seront plus centralisées par la France et l'obligation de verser 50 % de ces réserves sur un compte d'opération du Trésor français disparaît. De plus, la France se retire des instances de gestion du CFA. Jusqu'à présent, Paris avait un représentant à la Banque centrale des états d'Afrique de l'Ouest, un autre à la commission bancaire, et un dernier au conseil de politique monétaire. Toutefois, c'est la Banque de France qui restera garante de la convertibilité entre l'eco et l'euro avec lequel il gardera une parité fixe. Il est prévu que sa mise en place s'effectue en 2020.
Les réactions sont alors contrastées : pour Kristalina Georgieva, directrice du FMI, ces changements « constituent une étape essentielle dans la modernisation d'accords de longue date entre l'Union économique et monétaire ouest-africaine et la France ». À l'inverse, des économistes africains contestent leur portée, tel Demba Moussa Dembelé qui y voit une façon de « torpiller le projet de la Cédéao ou de le retarder le plus possible. Ils coupent l’herbe sous le pied des critiques en éliminant les symboles qui fâchent sans toucher au fond du problème. Ce que demandent les peuples africains, c’est la fin du franc CFA et non sa réforme. »,
Le 30 décembre 2019, le Ghana rappelle qu'il pourrait être le premier pays hors zone CFA à adopter l’eco, ce qui en ferait la première économie de cet espace monétaire devant la Côte d'Ivoire, en attendant que le Nigéria renonce à sa monnaie, le naira. Mais le Ghana conditionne cette adoption à la levée des barrières commerciales et monétaires et à la fin de la parité fixe avec l’euro. Le Ghana invite les autres États de la Cédéao à installer une Banque centrale fédérale.

### 2020
En janvier 2020, d'après plusieurs articles citant des médias locaux, le Nigeria exigerait cinq « conditions non négociables » avant son adhésion à la monnaie unique. L'une des conditions concernerait la fin des dépôts au Trésor français d'une partie des réserves de change de la future monnaie commune. Cette condition est remplie depuis l'accord de coopération monétaire entre la France et l'UEMOA de 2019. Toujours selon la presse nigériane, Abuja exigerait aussi la gestion de l'eco par la Cédéao elle-même, sans oublier son impression en Afrique et non en France.
Le 10 février, le Nigeria demande un report du lancement de l’eco, prévu théoriquement en juillet 2020. « La position du Nigeria sur l’eco est que les critères de convergence [entre États] n’ont pas été atteints par la majorité des pays » devant adopter cette monnaie commune, selon la présidence nigériane sur son compte Twitter. « Il doit par conséquent y avoir un report du lancement de la monnaie unique », ajoute-t-elle.
La Banque de Sierra Leone (BSL) a annoncé le jeudi 9 janvier 2020 que le pays conservera le leone comme monnaie au cours légal jusqu’à la réunion du Comité du conseil des gouverneurs de la Cedeao prévue le 16 janvier 2020.
Leur communiqué du 16 janvier a aussi fait éclater au grand jour la bataille de leadership qui oppose la Côte d’Ivoire au Nigeria. En critiquant publiquement la décision de l’Union économique et monétaire ouest-africaine (Uemoa) de rebaptiser le franc CFA « eco » d’ici à 2020, les ministres des Finances et les gouverneurs des banques centrales de Gambie, du Ghana, de Guinée, du Liberia, du Nigeria et de Sierra Leone ont révélé les divisions de la Cedeao.
Le 9 février 2020, un sommet extraordinaire de la Communauté économique des États de l’Afrique de l’Ouest (Cedeao) a eu lieu. De nombreux points ont été abordés, notamment la mise en place de la monnaie unique (eco).
Fin février 2020, l'agence de notation américaine Standard & Poor's réalise une étude sur la concrétisation du projet de sortie du franc CFA, et se dit rassurée par le fait que l'eco reste arrimé à l'euro et que la France continue à garantir sa convertibilité. Le lancement de la nouvelle monnaie n'aurait donc pas d'effets immédiats, et une dévaluation n'est à ce jour pas prévue. L'étude rappelle de même que « les États membres de l'UEMOA ne seront plus tenus de conserver la moitié de leurs réserves de change sur un compte d'opération au Trésor français. Autrement dit, la banque centrale régionale, la BCEAO, pourra gérer ses réserves de changes comme bon lui semblera ».

### 2021
La crise de la Covid-19 alliée à une hausse du déficits budgétaires des membres de l’UEMOA et à l'inflation a paralysé le projet initial de lancement en 2020.
L'accord de coopération monétaire entre la France et l'UEMOA est adopté en France le 28 janvier 2021. Cette réforme comporte trois grandes évolutions: le changement de la devise et le passage à l'eco, la suppression du compte d’opération à la Banque de France, la suppression des sièges occupés par les représentants français au sein des instances de la BCEAO. La Banque de France continue d'assurer la parité entre l'eco et l'euro,.
Le 19 juin 2021, les chefs d’État des quinze pays de la Communauté économique des État d’Afrique de l’Ouest (CÉDÉAO) mettent en place une feuille de route et un nouveau pacte de convergence qui couvrira la période entre 2022 et 2026, puis 2027. Le 12 décembre à Abuja (Nigeria), durant une conférence des chefs d’Etat de la CÉDÉAO un nouvel appel est lancé pour cette mise en œuvre et renforcer la collaboration avec les banques centrales de la communauté pour la perspective du lancement de l'eco en 2027.

### 2023
En septembre 2023, la Communauté économique des Etats de l’Afrique de l’Ouest (CEDEAO) a réitéré son engagement à lancer d’ici 2027 la monnaie commune Eco. La Commission de la CEDEAO annonce qu'elle ferait tout son possible pour s’assurer que les processus et les programmes décrits dans la feuille de route pour le lancement de la monnaie commune Eco restent sur la bonne voie et dans les délais. La commission est chargée d’accélérer la mise en place de la Banque centrale ouest-africaine et d’autres organes pertinents nécessaires à la réussite de l’intégration monétaire de la sous-région.

### 2024
En juillet 2024, lors du sommet de la Communauté économique des États de l’Afrique de l’Ouest (CEDEAO), dans le cadre de la mise en œuvre de l'eco par la CEDEAO, les États membres insistent sur l’importance pour les États membres de transmettre régulièrement leurs programmes pluriannuels de convergence.
En décembre 2024, Les conclusions des travaux du Comité de la CEDEAO, sont remis aux chefs d'États, à la session ordinaire de la Conférence des Chefs d’Etat et de Gouvernement de la CEDEAO. Les conclusions des travaux du comité portent sur le projet d’Acte additionnel relatif à la participation des Etats membres à l’Union monétaire, les coûts, les sources et les modalités de financement de la mise en œuvre des réformes et des institutions nécessaires au lancement de l’ECO.

### 2025
Le 3 mars 2025, la Commission de la CEDEAO réunit les ministres des Finances et les gouverneurs des banques centrales des États membres pour la 11e réunion du Conseil de convergence. L’objectif principal était d’évaluer l’état d’avancement de la Feuille de route pour le lancement de l’ECO, la future monnaie unique régionale.